# Aeropuerto de South Indian Lake

El Aeropuerto de South Indian Lake (del inglés: South Indian Lake Airport) (IATA: XSI, OACI: CZSN) está ubicado a 2 MN (3,8 km; 2,4 mi) al  este de South Indian Lake, Manitoba, Canadá.

## Aerolíneas y destinos
- Perimeter Airlines
  - Winnipeg / Aeropuerto Internacional de Winnipeg-Armstrong